# فرانکی چان
فرانکی چان (انگلیسی: Frankie Chan؛ زادهٔ ۳۰ نوامبر ۱۹۵۱) بازیگر، نویسنده، تهیه‌کننده فیلم، آهنگساز، موسیقی‌دان و کارگردان فیلم اهل چین است.
از فیلم‌ها یا مجموعه‌های تلویزیونی که وی در آن‌ها نقش داشته‌است، می‌توان به ببر کوچک کانتون و نیلوفر آبی زرین اشاره نمود.